# 1. Bundesliga 2013-2014 (femminile, Austria)
La 1. Bundesliga 2013-2014 si è svolta dal 5 ottobre 2013 al 9 aprile 2014: al torneo hanno partecipato 12 squadre di club austriache e la vittoria finale è andata per la quarantatreesima volta, la ventunesima consecutiva, al Schwechat Post.

## Regolamento
Le squadre hanno disputato un girone all'italiana, con gare di andata e ritorno, per un totale di diciotto giornate; al termine della regular season:
- Le prime sei classificate, più le due finaliste dei play-off scudetto della 1. Bundesliga 2012-13 (che non hanno preso parte alla regular season), hanno acceduto ai play-off scudetto, strutturati in quarti di finale, semifinali, finale per il terzo posto, tutte giocate al meglio di due vittorie su tre gare, e finale, giocata al meglio di tre vittorie su cinque gare.
- Le quattro sconfitte ai quarti di finale dei play-off scudetto hanno acceduto ai play-off 5º posto, strutturati in semifinali, finale per il settimo posto e finale per il quinto posto, tutte giocate al meglio di due vittorie su tre gare.
- La settima e l'ottava classificata hanno acceduto ai play-off 9º posto, strutturati in finale, giocata al meglio di due vittorie su tre gare.
- La nona classificata, più la seconda classificata al termine dei play-off promozione di 2. Bundesliga, hanno acceduto ai play-out retrocessione, strutturati in finale, giocata al meglio di due vittorie su tre gare (nel caso di vittoria della squadra di 1. Bundesliga, entrambe le squadre rimangono nella stessa categoria, mentre in caso di vittoria della squadra di 2. Bundesliga, questa viene promossa in 1. Bundesliga e l'altra retrocede in 2. Bundesliga).
- L'ultima classificata è retrocessa in 2. Bundesliga.

## Squadre partecipanti
| - Graz - Hartberg - Klagenfurt - Ti-Volley Innsbruck - Tirol - ASKÖ Linz-Steg | - Melk - PSV Salzburg - Schwechat Post - Eisenerz - Roadrunners - Schwechat Post |

## Torneo

### Regular season

#### Risultati
| Prima giornata |                           |     |                                  |
|                |                           |     |                                  |
| 05-10          | R. Vienna-S. Vienna       | 3-2 | 25-17, 14-25, 25-17, 25-27, 15-7 |
| 12-10          | Hartberg-Graz             | 1-3 | 25-15, 23-25, 15-25, 21-25       |
| 12-10          | Klagenfurt-Salisburgo     | 1-3 | 23-25, 26-16, 18-25, 17-25       |
| 12-10          | Ti Innsbruck-T. Innsbruck | 3-1 | 17-25, 26-24, 25-22, 25-17       |
| 12-10          | Trofaiach-Melk            | 3-1 | 25-23, 25-23, 20-25, 25-12       |

| Seconda giornata |                         |     |                            |
|                  |                         |     |                            |
| 18-10            | Salisburgo-R. Vienna    | 3-0 | 25-21, 25-11, 25-13        |
| 19-10            | Graz-Ti Innsbruck       | 3-0 | 25-18, 25-20, 25-13        |
| 19-10            | Melk-S. Vienna          | 3-0 | 25-11, 27-25, 25-19        |
| 20-20            | T. Innsbruck-Klagenfurt | 1-3 | 20-25, 17-25, 25-19, 19-25 |
| 20-20            | Trofaiach-Hartberg      | 3-1 | 17-25, 25-23, 25-20, 25-17 |

| Terza giornata |                        |     |                                   |
|                |                        |     |                                   |
| 26-10          | S. Vienna-Salisburgo   | 0-3 | 24-26, 8-25, 14-25                |
| 26-10          | Ti Innsbruck-Trofaiach | 3-2 | 25-18, 20-25, 25-16, 17-25, 16-14 |
| 26-10          | R. Vienna-T. Innsbruck | 0-3 | 17-25, 12-25, 23-25               |
| 26-10          | Hartberg-Melk          | 1-3 | 19-25, 25-23, 9-25, 11-25         |
| 26-10          | Klagenfurt-Graz        | 3-1 | 20-25, 25-23, 25-16, 25-18        |

| Quarta giornata |                        |     |                                   |
|                 |                        |     |                                   |
| 02-11           | Hartberg-Ti Innsbruck  | 3-2 | 25-18, 25-20, 25-22               |
| 02-11           | T. Innsbruck-S. Vienna | 3-2 | 25-20, 25-16, 25-21               |
| 02-11           | Melk-Salisburgo        | 3-0 | 23-25, 25-22, 25-20, 20-25, 15-12 |
| 03-11           | Graz-R. Vienna         | 3-0 | 22-25, 24-26, 25-21, 25-12, 15-8  |
| 01-12           | Trofaiach-Klagenfurt   | 2-3 | 25-10, 25-15, 21-25, 20-25, 7-15  |

| Quinta giornata |                         |     |                            |
|                 |                         |     |                            |
| 09-11           | Graz-S. Vienna          | 3-1 | 25-22, 25-21, 15-25, 25-14 |
| 09-11           | Klagenfurt-Hartberg     | 3-1 | 23-25, 25-22, 25-10, 25-23 |
| 09-11           | Trofaiach-R. Vienna     | 3-1 | 25-13, 25-21, 16-25, 25-19 |
| 09-11           | Salisburgo-T. Innsbruck | 3-0 | 25-14, 25-15, 25-13        |
| 09-11           | M. Vienna-Melk          | 3-0 | 25-21, 25-19, 28-26        |

| Sesta giornata |                         |     |                                   |
|                |                         |     |                                   |
| 16-11          | Hartberg-R. Vienna      | 3-2 | 21-25, 25-20, 25-15, 27-29, 15-13 |
| 16-11          | Ti Innsbruck-Klagenfurt | 1-3 | 22-25, 16-25, 25-22, 16-25        |
| 16-11          | Melk-T. Innsbruck       | 3-0 | 25-23, 25-22, 25-12               |
| 16-11          | Trofaiach-S. Vienna     | 1-3 | 27-25, 18-25, 13-25, 21-25        |
| 16-11          | Graz-Salisburgo         | 3-1 | 26-28, 25-22, 25-23, 25-16        |

| Settima giornata |                        |     |                                  |
|                  |                        |     |                                  |
| 23-11            | T. Innsbruck-Graz      | 0-3 | 22-25, 18-25, 20-25              |
| 23-11            | Klagenfurt-Melk        | 3-1 | 25-18, 21-25, 25-22, 25-19       |
| 23-11            | Salisburgo-Trofaiach   | 3-1 | 25-23, 25-22, 21-25, 25-20       |
| 24-11            | S. Vienna-Hartberg     | 2-3 | 25-17, 21-25, 25-15, 27-29, 9-15 |
| 24-11            | R. Vienna-Ti Innsbruck | 1-3 | 23-25, 25-23, 18-25, 11-25       |

| Ottava giornata |                        |     |                                   |
|                 |                        |     |                                   |
| 30-11           | Hartberg-Salisburgo    | 3-0 | 25-20, 25-22, 25-17               |
| 30-11           | Melk-Graz              | 0-3 | 21-25, 20-25, 22-25               |
| 30-11           | Trofaiach-T. Innsbruck | 2-3 | 25-20, 24-26, 25-23, 17-25, 12-15 |
| 30-11           | Klagenfurt-R. Vienna   | 3-1 | 25-20, 22-25, 25-21, 25-22        |
| 01-12           | Ti Innsbruck-S. Vienna | 1-3 | 18-25, 25-19, 26-28, 23-25        |

| Nona giornata |                         |     |                                   |
|               |                         |     |                                   |
| 07-12         | S. Vienna-Klagenfurt    | 1-3 | 23-25, 14-25, 25-22, 18-25        |
| 07-12         | R. Vienna-Melk          | 3-1 | 22-25, 25-22, 25-22, 25-19        |
| 07-12         | Ti Innsbruck-Salisburgo | 3-2 | 24-26, 24-26, 25-20, 25-23, 15-12 |
| 07-12         | T. Innsbruck-Hartberg   | 3-0 | 25-21, 26-24, 25-17               |
| 19-01         | Graz-Trofaiach          | 3-1 | 25-18, 19-25, 25-14, 25-17        |

| Decima giornata |                           |     |                                   |
|                 |                           |     |                                   |
| 15-12           | S. Vienna-R. Vienna       | 3-2 | 25-12, 15-25, 25-17, 23-25, 15-8  |
| 13-12           | Graz-Hartberg             | 3-1 | 27-29, 25-14, 25-22, 27-25        |
| 14-14           | Salisburgo-Klagenfurt     | 2-3 | 18-25, 25-23, 17-25, 26-24, 11-15 |
| 14-12           | T. Innsbruck-Ti Innsbruck | 3-1 | 26-24, 29-27, 22-25, 25-22        |
| 14-12           | Melk-Trofaiach            | 3-0 | 25-7, 25-23, 25-17                |

| Undicesima giornata |                         |     |                                   |
|                     |                         |     |                                   |
| 02-03               | R. Vienna-Salisburgo    | 0-3 | 16-25, 24-26, 19-25               |
| 11-01               | Ti Innsbruck-Graz       | 0-3 | 19-25, 19-25, 22-25               |
| 11-01               | S. Vienna-Melk          | 3-2 | 25-16, 18-25, 22-25, 25-20, 15-13 |
| 11-01               | Klagenfurt-T. Innsbruck | 1-3 | 25-19, 18-25, 20-25, 20-25        |
| 11-01               | Hartberg-Trofaiach      | 1-3 | 24-26, 25-21, 21-25, 28-30        |

| Dodicesima giornata |                        |     |                     |
|                     |                        |     |                     |
| 18-01               | Salisburgo-S. Vienna   | 3-0 | 25-23, 25-19, 25-8  |
| 18-01               | Trofaiach-Ti Innsbruck | 0-3 | 23-25, 22-25, 15-25 |
| 18-01               | T. Innsbruck-R. Vienna | 3-0 | 25-21, 25-23, 25-17 |
| 18-10               | Melk-Hartberg          | 3-0 | 25-19, 25-21, 25-14 |
| 18-01               | Graz-Klagenfurt        | 3-0 | 25-16, 25-21, 25-9  |

| Tredicesima giornata |                        |     |                            |
|                      |                        |     |                            |
| 25-01                | Ti Innsbruck-Hartberg  | 3-0 | 25-10, 25-21, 25-22        |
| 25-01                | S. Vienna-T. Innsbruck | 3-0 | 25-22, 25-20, 25-22        |
| 26-01                | Salisburgo-Melk        | 3-1 | 21-25, 25-13, 26-24, 25-18 |
| 25-01                | R. Vienna-Graz         | 0-3 | 15-25, 22-25, 18-25        |
| 25-01                | Klagenfurt-Trofaiach   | 3-1 | 25-15, 25-18, 24-26, 25-22 |

| Quattordicesima giornata |                         |     |                                   |
|                          |                         |     |                                   |
| 01-02                    | S. Vienna-Graz          | 1-3 | 11-25, 22-25, 25-21, 21-25        |
| 01-02                    | Hartberg-Klagenfurt     | 3-1 | 25-20, 25-27, 25-16, 25-21        |
| 01-02                    | R. Vienna-Trofaiach     | 1-3 | 25-20, 19-25, 19-25, 21-25        |
| 01-02                    | T. Innsbruck-Salisburgo | 2-3 | 14-25, 25-22, 16-25, 25-19, 10-15 |
| 01-02                    | Melk-Ti Innsbruck       | 0-3 | 16-25, 23-25, 18-25               |

| Quindicesima giornata |                         |     |                                  |
|                       |                         |     |                                  |
| 15-02                 | R. Vienna-Hartberg      | 3-1 | 25-18, 31-29, 15-25, 25-23       |
| 15-02                 | Klagenfurt-Ti Innsbruck | 1-3 | 25-27, 16-25, 25-19, 12-25       |
| 15-02                 | T. Innsbruck-Melk       | 3-0 | 25-18, 26-24, 25-19              |
| 15-02                 | S. Vienna-Trofaiach     | 3-1 | 25-22, 25-15, 28-30, 25-15       |
| 15-02                 | Salisburgo-Graz         | 3-2 | 25-18, 25-9, 19-25, 21-25, 17-15 |

| Sedicesima giornata |                        |     |                            |
|                     |                        |     |                            |
| 22-02               | Graz-T. Innsbruck      | 3-0 | 25-14, 25-22, 25-15        |
| 22-02               | Melk-Klagenfurt        | 1-3 | 23-25, 17-25, 25-22, 24-26 |
| 22-02               | Trofaiach-Salisburgo   | 1-3 | 25-23, 17-25, 23-25, 21-25 |
| 22-02               | Hartberg-S. Vienna     | 0-3 | 21-25, 21-25, 22-25        |
| 22-02               | Ti Innsbruck-R. Vienna | 3-0 | 25-17, 25-22, 25-21        |

| Diciassettesima giornata |                        |     |                                   |
|                          |                        |     |                                   |
| 01-03                    | Salisburgo-Hartberg    | 3-0 | 25-13, 25-12, 25-16               |
| 01-03                    | Graz-Melk              | 3-1 | 25-17, 25-10, 21-25, 25-13        |
| 01-03                    | T. Innsbruck-Trofaiach | 3-0 | 25-17, 25-17, 25-21               |
| 01-03                    | R. Vienna-Klagenfurt   | 2-3 | 21-25, 26-24, 18-25, 25-22, 14-16 |
| 02-03                    | S. Vienna-Ti Innsbruck | 0-3 | 11-25, 21-25, 19-25               |

| Diciottesima giornata |                         |     |                                   |
|                       |                         |     |                                   |
| 08-03                 | Klagenfurt-S. Vienna    | 3-0 | 25-10, 25-22, 25-19               |
| 08-03                 | Melk-R. Vienna          | 3-2 | 25-23, 25-17, 17-25, 24-26, 15-6  |
| 08-03                 | Salisburgo-Ti Innsbruck | 2-3 | 25-23, 23-25, 25-20, 17-25, 11-15 |
| 08-03                 | Hartberg-T. Innsbruck   | 0-3 | 12-25, 20-25, 24-26               |
| 08-03                 | Trofaiach-Graz          | 0-3 | 13-25, 17-25, 23-25               |

#### Classifica
| Pos. | Squadra             | Pt | G  | V  | P  | SV | SP | Ratio | PF   | PS   | Ratio |
| ---- | ------------------- | -- | -- | -- | -- | -- | -- | ----- | ---- | ---- | ----- |
| 1.   | Graz                | 49 | 18 | 16 | 2  | 51 | 13 | 3.923 | 1520 | 1264 | 1.202 |
| 2.   | PSV Salzburg        | 37 | 18 | 12 | 6  | 43 | 26 | 1.653 | 1557 | 1388 | 1.121 |
| 3.   | Klagenfurt          | 36 | 18 | 13 | 5  | 43 | 30 | 1.433 | 1634 | 1550 | 1.054 |
| 4.   | Ti-Volley Innsbruck | 34 | 18 | 12 | 6  | 41 | 27 | 1.518 | 1536 | 1453 | 1.057 |
| 5.   | Tirol               | 29 | 18 | 10 | 8  | 34 | 30 | 1.133 | 1399 | 1403 | 0.997 |
| 6.   | Schwechat Post      | 22 | 18 | 7  | 11 | 30 | 40 | 0.750 | 1456 | 1541 | 0.944 |
| 7.   | Melk                | 21 | 18 | 7  | 11 | 29 | 36 | 0.805 | 1416 | 1419 | 0.997 |
| 8.   | Eisenerz            | 18 | 18 | 5  | 13 | 27 | 44 | 0.613 | 1481 | 1620 | 0.914 |
| 9.   | Hartberg            | 12 | 18 | 5  | 13 | 22 | 46 | 0.478 | 1426 | 1576 | 0.904 |
| 10.  | Roadrunners         | 12 | 18 | 3  | 15 | 21 | 49 | 0.428 | 1406 | 1617 | 0.869 |

| Qualificate ai play-off scudetto | Qualificate ai play-off 9º posto | Qualificata ai play-out retrocessione | Retrocessa in 2. Bundesliga |

### Play-off scudetto

#### Tabellone
|  | Quarti di finale | Quarti di finale    | Quarti di finale    | Quarti di finale | Quarti di finale |  |  | Semifinali          | Semifinali          | Semifinali          | Semifinali     | Semifinali     |                |   | Finale         | Finale         | Finale         | Finale         | Finale | Finale | Finale |  |
|  |                  |                     |                     |                  |                  |  |  |                     |                     |                     |                |                |                |   |                |                |                |                |        |        |        |  |
|  |                  | Schwechat Post      | Schwechat Post      | 3                | 3                |  |  |                     |                     |                     |                |                |                |   |                |                |                |                |        |        |        |  |
|  | 6                | Schwechat Post      | Schwechat Post      | 0                | 0                |  |  | Schwechat Post      | Schwechat Post      | Schwechat Post      | 3              | 3              |                |   |                |                |                |                |        |        |        |  |
|  | 2                | PSV Salzburg        | PSV Salzburg        | 0                | 0                |  |  | Klagenfurt          | Klagenfurt          | Klagenfurt          | 0              | 0              |                |   |                |                |                |                |        |        |        |  |
|  | 3                | Klagenfurt          | Klagenfurt          | 3                | 3                |  |  |                     |                     |                     |                |                |                |   | Schwechat Post | Schwechat Post | Schwechat Post | Schwechat Post | 3      | 3      | 3      |  |
|  |                  | ASKÖ Linz-Steg      | ASKÖ Linz-Steg      | 3                | 3                |  |  |                     |                     | ASKÖ Linz-Steg      | ASKÖ Linz-Steg | ASKÖ Linz-Steg | ASKÖ Linz-Steg | 0 | 0              | 0              |                |                |        |        |        |  |
|  | 5                | Tirol               | Tirol               | 0                | 0                |  |  | ASKÖ Linz-Steg      | ASKÖ Linz-Steg      | ASKÖ Linz-Steg      | 3              | 3              |                |   |                |                |                |                |        |        |        |  |
|  | 1                | Graz                | Graz                | 2                | 2                |  |  | Ti-Volley Innsbruck | Ti-Volley Innsbruck | Ti-Volley Innsbruck | 0              | 1              |                |   |                |                |                |                |        |        |        |  |
|  | 4                | Ti-Volley Innsbruck | Ti-Volley Innsbruck | 3                | 3                |  |  |                     |                     |                     |                |                |                |   |                |                |                |                |        |        |        |  |

#### Risultati
| Quarti di finale |                       |     |                                   |
|                  |                       |     |                                   |
| 12-03            | Schwechat-S. Vienna   | 3-0 | 25-12, 25-10, 25-11               |
| 14-03            | Salisburgo-Klagenfurt | 0-3 | 15-25, 13-25, 18-25               |
| 12-03            | Linz-T. Innsbruck     | 3-0 | 25-20, 25-23, 25-18               |
| 11-03            | Graz-Ti Innsbruck     | 2-3 | 14-25, 19-25, 25-18, 27-25, 12-15 |

| 15-03 | S. Vienna-Schwechat   | 0-3 | 19-25, 7-25, 11-25                |
| 16-03 | Klagenfurt-Salisburgo | 3-0 | 25-20, 19-25, 15-25               |
| 15-03 | T. Innsbruck-Linz     | 0-3 | 21-25, 20-25, 19-25               |
| 16-03 | Ti Innsbruck-Graz     | 3-2 | 23-25, 13-25, 25-17, 25-23, 15-13 |

| Semifinali |                      |     |                     |
|            |                      |     |                     |
| 22-03      | Schwechat-Klagenfurt | 3-0 | 25-16, 25-13, 25-16 |
| 22-03      | Linz-Ti Innsbruck    | 3-0 | 25-20, 25-22, 25-16 |

| 26-03 | Klagenfurt-Schwechat | 0-3 | 21-25, 20-25, 16-25        |
| 26-03 | Ti Innsbruck-Linz    | 1-3 | 27-25, 20-25, 11-25, 13-25 |

| Finale 3º posto |                         |     |                                   |
|                 |                         |     |                                   |
| 02-04           | Klagenfurt-Ti Innsbruck | 3-2 | 25-19, 25-23, 15-23, 23-25, 18-16 |
| 05-04           | Ti Innsbruck-Klagenfurt | 2-3 | 19-25, 25-18, 18-25, 25-23, 6-15  |

| Finale |                |     |                     |
|        |                |     |                     |
| 02-04  | Schwechat-Linz | 3-0 | 25-17, 25-18, 27-25 |
| 05-04  | Linz-Schwechat | 0-3 | 24-26, 13-25, 17-25 |
| 09-04  | Schwechat-Linz | 3-0 | 25-20, 25-19, 25-23 |

### Play-off 5º posto

#### Tabellone
|  | Semifinali | Semifinali     | Semifinali     | Semifinali | Semifinali |  |  | Finale       | Finale       | Finale       | Finale | Finale |  |
|  |            |                |                |            |            |  |  |              |              |              |        |        |  |
|  | 1          | Graz           | 3              | 0          | 3          |  |  |              |              |              |        |        |  |
|  | 5          | Tirol          | 1              | 3          | 0          |  |  | Graz         | Graz         | Graz         | 3      | 3      |  |
|  | 2          | PSV Salzburg   | PSV Salzburg   | 3          | 3          |  |  | PSV Salzburg | PSV Salzburg | PSV Salzburg | 0      | 1      |  |
|  | 6          | Schwechat Post | Schwechat Post | 0          | 0          |  |  |              |              |              |        |        |  |

#### Risultati
| Semifinali |                      |     |                            |
|            |                      |     |                            |
| 23-03      | Salisburgo-S. Vienna | 3-0 | 25-21, 25-14, 25-17        |
| 22-03      | Graz-T. Innsbruck    | 3-1 | 25-20, 24-26, 25-15, 25-20 |

| 28-03 | S. Vienna-Salisburgo | 0-3 | 22-25, 20-25, 12-25 |
| 26-03 | T. Innsbruck-Graz    | 3-0 | 25-17, 25-19, 25-18 |

| 29-03 | Graz-T. Innsbruck | 3-0 | 25-16, 25-18, 25-22 |

| Finale 7º posto |                        |     |                            |
|                 |                        |     |                            |
| 02-04           | T. Innsbruck-S. Vienna | 3-1 | 24-25, 25-12, 25-16, 25-15 |
| 06-04           | S. Vienna-T. Innsbruck | 1-3 | 22-25, 25-13, 23-25, 19-25 |

| Finale 5º posto |                 |     |                            |
|                 |                 |     |                            |
| 02-04           | Graz-Salisburgo | 3-0 | 25-21, 25-19, 25-23        |
| 06-04           | Salisburgo-Graz | 1-3 | 25-19, 24-26, 17-25, 17-25 |

### Play-off 9º posto

#### Risultati
| Finale 9º posto |                |     |                                   |
|                 |                |     |                                   |
| 15-03           | Melk-Trofaiach | 3-0 | 25-10, 25-13, 27-25               |
| 21-03           | Trofaiach-Melk | 3-2 | 21-25, 25-14, 25-17, 21-25, 15-13 |
| 04-03           | Melk-Trofaiach | 3-0 | 25-13, 25-19, 25-13               |

### Play-out

#### Risultati
| Finale |               |     |                            |
|        |               |     |                            |
| 22-03  | Perg-Hartberg | 3-1 | 25-19, 20-25, 25-15, 25-20 |
| 29-03  | Hartberg-Perg | 1-3 | 17.25, 23-25, 25.22, 22-25 |

## Verdetti
- Schwechat Post Campione d'Austria 2013-14 e qualificata alla Champions League 2014-15.
- ASKÖ Linz-Steg e  Klagenfurt qualificate alla Coppa CEV 2014-15.
- Ti-Volley Innsbruck e  Graz qualificate alla Challenge Cup 2014-15.
- Roadrunners retrocessa in 2. Bundesliga 2014-15.

## Statistiche
| Rendimento individuale | Rendimento individuale | Rendimento individuale | Rendimento individuale |
| Pos.                   | Nome                   | Punti                  | Squadra                |
| ---------------------- | ---------------------- | ---------------------- | ---------------------- |
| 1                      | Ana Skarlovnik         | 301                    | Graz                   |
| 2                      | Birgit Ebster          | 258                    | PSV Salzburg           |
| 2                      | Marija Milosavljević   | 258                    | Klagenfurt             |
| 4                      | Kerstin Riegler        | 247                    | Melk                   |
| 5                      | Monika Chrtianska      | 240                    | Ti-Volley Innsbruck    |
| 6                      | Shannon Thompson       | 234                    | Tirol                  |
| 7                      | Ashley Genslak         | 229                    | Eisenerz               |
| 8                      | Mária Szívós           | 228                    | Ti-Volley Innsbruck    |
| 9                      | Susanne Kreuzriegler   | 214                    | Hartberg               |
| 9                      | Katharina Holzer       | 214                    | Klagenfurt             |
| 9                      | Lisa Sernow            | 214                    | PSV Salzburg           |

| Attacchi vincenti | Attacchi vincenti    | Attacchi vincenti | Attacchi vincenti   |
| Pos.              | Nome                 | Punti             | Squadra             |
| ----------------- | -------------------- | ----------------- | ------------------- |
| 1                 | Ana Skarlovnik       | 253               | Graz                |
| 2                 | Kerstin Riegler      | 227               | Melk                |
| 3                 | Birgit Ebster        | 217               | PSV Salzburg        |
| 4                 | Monika Chrtianska    | 206               | Ti-Volley Innsbruck |
| 5                 | Marija Milosavljević | 202               | Klagenfurt          |
| 6                 | Susanne Kreuzriegler | 189               | Hartberg            |
| 6                 | Ashley Genslak       | 189               | Eisenerz            |
| 8                 | Mária Szívós         | 183               | Ti-Volley Innsbruck |
| 9                 | Shannon Thompson     | 163               | Tirol               |
| 10                | Johanna Warm         | 160               | Roadrunners         |
| 10                | Katharina Holzer     | 160               | Klagenfurt          |

| Muri vincenti | Muri vincenti        | Muri vincenti | Muri vincenti  |
| Pos.          | Nome                 | Punti         | Squadra        |
| ------------- | -------------------- | ------------- | -------------- |
| 1             | Lisa Sernow          | 77            | PSV Salzburg   |
| 2             | Shannon Thompson     | 64            | Tirol          |
| 3             | Elisabeth Leitner    | 47            | Roadrunners    |
| 4             | Marija Milosavljević | 45            | Klagenfurt     |
| 4             | Birgit Schöttl       | 45            | Eisenerz       |
| 6             | Judith Netz          | 44            | Melk           |
| 7             | Nikolina Maroš       | 43            | Tirol          |
| 8             | Samira Jankowsky     | 39            | Schwechat Post |
| 9             | Carrie Gurnell       | 37            | Tirol          |
| 9             | Katharina Holzer     | 37            | Klagenfurt     |
| 9             | Alina Dedić          | 37            | Eisenerz       |

| Battute vincenti | Battute vincenti   | Battute vincenti | Battute vincenti    |
| Pos.             | Nome               | Punti            | Squadra             |
| ---------------- | ------------------ | ---------------- | ------------------- |
| 1                | Julia Radl         | 38               | Graz                |
| 2                | Eva Dumphart       | 33               | Graz                |
| 3                | Lisa Sernow        | 32               | PSV Salzburg        |
| 4                | Katharina Almer    | 28               | Schwechat Post      |
| 4                | Ana Skarlovnik     | 28               | Graz                |
| 6                | Birgit Ebster      | 27               | PSV Salzburg        |
| 7                | Katharina Brötzner | 24               | PSV Salzburg        |
| 7                | Corina Breuss      | 24               | Eisenerz            |
| 7                | Ashley Genslak     | 24               | Eisenerz            |
| 10               | Ivona Jerković     | 23               | Graz                |
| 10               | Christina Plattner | 23               | Ti-Volley Innsbruck |

NB: I dati sono riferiti esclusivamente alla regular season.